# Entognatha

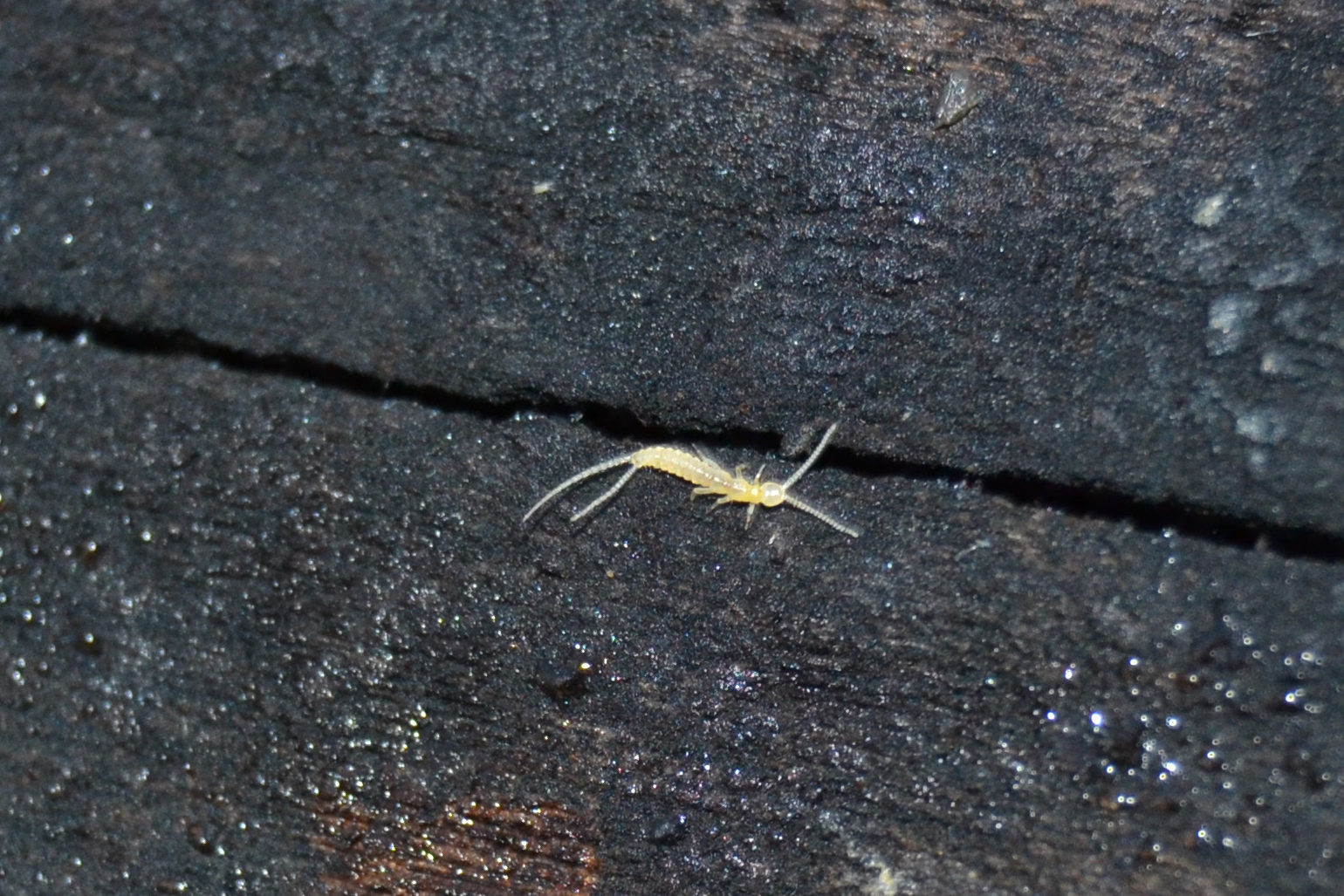
Diplura, Diplura không có liên quan chặt chẽ với các loài của Archaeognatha

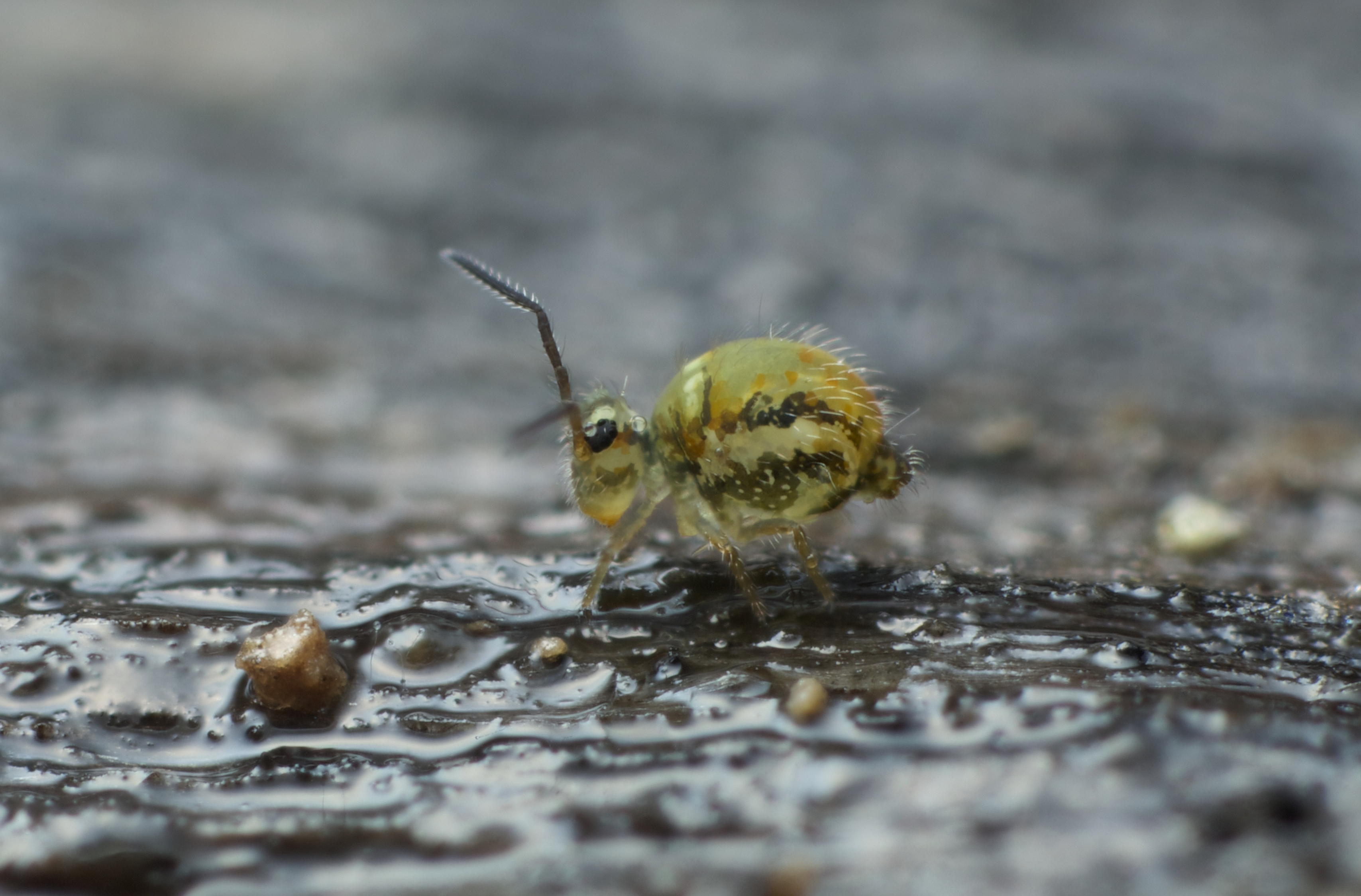
Collembola, họ Sminthuridae

Entognatha là một lớp động vật chân khớp không có cánh và cùng với lớp côn trùng (Insecta), chúng tạo thành phân ngành Hexapoda. Phần miệng của chúng bị thụt vào trong đầu, không giống như côn trùng. Entognatha không có cánh. Lớp này chứa 2 bộ và 1 phân lớp: Collembola (bọ đuôi bật) , Diplura và Protura, với hơn 5000 loài đã biết. Các nhóm này có thể không liên quan chặt chẽ và Entognatha hiện được coi là một nhóm đa ngành.

## Hình thái
Những động vật chân đốt này hiện nay là loài không có cánh, không giống như một số loài côn trùng bị mất cánh lần thứ hai (nhưng có nguồn gốc từ tổ tiên có cánh). Sự khác biệt khác với côn trùng là mỗi đoạn râu đều có cơ; ở côn trùng, chỉ có hai đoạn đáy là có cơ. Trong số ba phân nhóm, chỉ có Collembola là có mắt; tuy nhiên, mặc dù Collembola có mắt thường bị mù, và ngay cả khi có mắt kép, chúng không có nhiều hơn tám mắt kép.
- Collembola có một ống bụng được gọi là một ống nối trên phân đoạn bụng đầu tiên. Các collophore tham gia vào quá trình hút ẩm.
- Protura, không có mắt hoặc râu.
- Diplura có một cặp đuôi cerci. Từ đó tên của nó là "two-tailed", tiếng Anh có nghĩa là  hai đuôi .